# Kocha, lubi, szanuje (film 1934)
Kocha, lubi, szanuje – polski film fabularny w reżyserii Michała Waszyńskiego z 1934 roku. Wyprodukowany przez amerykańską wytwórnię Universal Pictures, film reklamowany był swoim „zakrojeniem na miarę arcydzieł zagranicznych”.
Po II wojnie światowej, Kocha, lubi, szanuje uznawany był za film zaginiony, jednakże w 2005 roku jedyna istniejąca kopia odnaleziona została w jednym z francuskich archiwów. Kopia cyfrowa, wykonana w ramach projektu „Digitalizacja zasobów kultury, w tym materiałów archiwalnych, zwiększenie dostępności i poprawa jakości zasobów kultury udostępnianych cyfrowo znajdujących się w zasobach FINA”, została udostępniona w 2023 roku na platformie Ninateka. 

## Fabuła
Mieszkający w Toruniu praktykant aptekarski Władysław (Eugeniusz Bodo) kocha się z wzajemnością w kasjerce Lodzie (Loda Halama). Oboje są jednak zbyt ubodzy, by się pobrać. Powodem był ogólnoświatowy kryzys. Pewnego dnia Władysław dowiaduje się, że ów kryzys już się skończył, a sytuacja gospodarcza uległa kolosalnej poprawie. Natychmiast oświadcza się Lodzie – ta jednak postanawia poświęcić się karierze artystycznej w Warszawie. Rozżalony Władysław postanawia wszelkimi sposobami ją do tego zniechęcić.

## Obsada
Źródło: Filmpolski.pl
- Eugeniusz Bodo – Władysław, praktykant aptekarski
- Loda Halama – Loda, kasjerka
- Władysław Walter – Franciszek, stangret
- Zula Pogorzelska – Kunegunda, służąca aptekarza
- Michał Znicz – aptekarz
- Helena Zarembina – aptekarzowa
- Wojciech Ruszkowski – Hrabia Stopalski
- Maria Chmurkowska – diva rewiowa
- Konrad Tom – reżyser Tairowski
- Stanisław Sielański  – Struka, inspicjent
- Ludwik Lawiński – właściciel sklepu ubrań
- Wanda Jarszewska – dama do towarzystwa
- Paweł Owerłło – dyrektor biura teatralnego
- Elżbieta Kryńska – sekretarka